# Габронемоз
Габронемоз (Habronemoses) — гельминтоз из группы нематодозов, возбуждаемый нематодами рода Habronema.

## Этиология
Возбудители — мелкие нематоды Habronema muscae и Н. microstoma (сем. Habronematidae). Длина 8—22 мм. Яйца полуцилиндрической формы, длиной 0,04—0,06 мм, содержат сформированную личинку. Развитие с участием промежуточных хозяев: осенней мухи-жигалки, домашней мухи.

## Габронемоз человека
Габронемы редко паразитируют в человеке.

## Габронемоз лошадей
Габронемоз распространён повсеместно, особенно в южных странах, где поражено до 50—60% лошадей. Болеют лошади всех возрастов. Путь заражения — алиментарный.
Взрослые габронемы паразитируют в желудке, личинки — в коже и лёгких. В желудке инвазионные личинки через 44—64 суток превращаются во взрослых паразитов и достигают половой зрелости. Желудочный габронемоз проявляется катаральным гастроэнтеритом, истощением, коликами.
В лёгких личинки габронем формируют паразитарные узелки, которые в дальнейшем подвергаются гнойному распаду.
При кожном габронемозе на коже образуются вздутия с последующим их изъязвлением.